# Círculo Petrashevski
El Círculo Petrashevski o de Pestrashevski fue una asociación ilegal fundada en San Petersburgo por el jurista Petrashevski entre 1844 y 1849, dedicada a debatir y propagar las ideas de los socialistas utópicos.
En torno a Mijaíl Petrashevski, un seguidor del socialista utópico francés Charles Fourier, se agrupó una serie de intelectuales progresistas entre los cuales había escritores, estudiantes, funcionarios, oficiales del ejército, etc. Aunque no tenían un punto de vista uniforme en temas políticos, la mayoría de ellos se oponían a la autocracia zarista y al sistema de servidumbre. Entre las personas conectadas con el círculo se encontraban los escritores Dostoyevski y Saltykov-Shchedrín y los poetas Alekséi Pleschéyev, Apolón Máikov y Tarás Shevchenko. Otros miembros fueron Serguei Durov, Alexandre Palm, Pavel Filippov, Nikolai Spechnev, el geógrafo Piotr Semiónov-Tian-Shanski, el economista Ivan-Ferdinand Lvovitch Iastrjembski, etcétera
Como en grupos anteriores del mismo siglo, el de Liubomudry (1823-1825) o el de Ogariov (1830-1834), la mayoría de sus miembros solo pretendían discutir sobre filosofía occidental, especialmente Hegel, y sobre literatura en general. Pero esto fue oficialmente prohibido por el gobierno del zar Nicolás I, quien, preocupado por la posibilidad de que la revolución de 1848 pudiera extenderse al Imperio ruso, confundió al inofensivo grupo con una organización subversiva revolucionaria, cerró el círculo en 1849 y arrestó y encarceló a sus 123 miembros. 21 de ellos fueron condenados a la pena capital, entre ellos Fiodor Dostoievski, aunque, en el último instante, formados ya todos los condenados ante el pelotón de fusilamiento, llegó el indulto y fueron deportados todos a Siberia hasta que en 1856 fueron amnistiados.